# Ermenegildo Florit
Ermenegildo Florit, italijanski rimskokatoliški duhovnik, škof, nadškof in kardinal, * 5. julij 1901, Fagagna, † 8. december 1985, Firence.

## Življenjepis
11. aprila 1925 je prejel duhovniško posvečenje v nadškofiji Videm.
12. julija 1954 je bil imenovan za sopomožnega (koadjutorja) nadškofa Firenc in za naslovnega nadškofa Hierapolisa (Sirija); škofovsko posvečenje je prejel 12. septembra istega leta.
9. marca 1962 je postal redni nadškof Firenc; 22. februarja 1965 je postal kardinal-duhovnik Regine Apostolorum.
3. junija 1977 se je upokojil.